# スモール・タウン・ガール (1953年の映画)
『スモール・タウン・ガール』 (Small Town Girl) は、1953年のアメリカ合衆国のミュージカル映画。日本では劇場未公開。
ラズロ・カルドス（カルドシュ・ラースロー）が監督し、ジェーン・パウエル、ファーリー・グレンジャー、アン・ミラーが主演した。バスビー・バークレーが複数のダンスシーンの振付を行なった。ボビー・ヴァンが街中を跳びまわる「Street Dance」で有名となった。またナット・キング・コールによる演奏も収録されている。ニコラス・ブロドスキー作曲、リオ・ロビン作詞による楽曲「My Flaming Heart」がアカデミー歌曲賞にノミネートされた。1936年のMGMの映画『小都会の女』とは、原題は同じであるが、関連はない。

## ストーリー
自己中心的なブロードウェイのスター女優リサ・ベルモント(アン・ミラー)と交際しているリック・ビロウ・リヴィングストン(ファーリー・グレンジャー)は小さな街でのスピード違反で30日の服役中である。リックは裁判官の娘シンディ・キンベル(ジェーン・パウエル)と偶然出会う。リックは病身の母(ビリー・バーク)の誕生日と偽ってシンディを説得して1日脱獄し、リサに会いに行こうとする。シンディはリックについて行き、徐々に惹かれていく。ドクター・シルマー(S・Z・サコール)は息子ラドウィグ(ボビー・ヴァン)とリサを結婚させたがっているが、ラドウィグはブロードウェイでの活動を切望する。

## キャスト
| - シンディ・キンベル：ジェーン・パウエル - リック・ビロウ・リヴィングストン：ファーリー・グレンジャー - リサ・ベルモント：アン・ミラー - エリック・シルマー(パパ)：S・Z・サコール - ゴードン・キンベル裁判官：ロバート・キース - ラドウィグ・シルマー：ボビー・ヴァン - リヴィングストン夫人：ビリー・バーク - ゴードン・キンベル夫人：フェイ・レイ - ハッピー：チル・ウィルス - 本人：ナット・キング・コール - マック：ディーン・ミラー - テッド：ウィリアム・キャンベル - ヘミングウェイ(執事)：フィリップ・トン - ジム(警官)：ジョナサン・コット - ボビー・ヤット&デニス - ジミー：ルビー・リー - ディードア：ビヴァリー・ウィルス - パッツィ：グロリア・ノーブル - ベティ：ジェーン・リデル - メアリー：ナンシー・ヴァレンタイン - サンドラ：ジャネット・スチュワート - スージー：ペギー・メルタイア - ガールフレンド：ヴァージニア・ホール |

## 制作
MGMのプロデューサーであるジョー・パスタナクより、カントリー・ミュージックのスターであるハンク・ウィリアムズに保安官役での出演をオファーしたが断られたとされる。最終的にこの役はジョナサン・コットが配役された。その直後、ウィリアムズがMGMの重役のドア・シャリーと面会して別の作品について話し合ったが、ウィリアムズは脱帽しないなど失礼な態度をとったため、ウィリアムズは映画出演の機会を逃した。これらの出来事は2015年の映画『アイ・ソー・ザ・ライト』に描かれている。本作公開の3ヶ月前の1953年1月、ウィリアムズは亡くなった。

## 評価
MGMの記録によると、アメリカとカナダで$1,365,000、それ以外で$762,000の興行収入があり、$287,000の赤字となった。

## レガシー
近年、ボビー・ヴァンが歌い踊った楽曲「Take Me to Broadway」(「Jumping Song」としても知られる)がコマーシャルやミュージック・ビデオに引用されている。例えばゴールドフラップの2008年の楽曲「Happiness」において、陽気な男性が街中をジャンプし、街行く人々と握手し、ゴミ箱の蓋をシンバルのように扱う。ピーター・ウルフは1987年の楽曲「Come As You Are」でこのシーンの再現をしている。2014年の第68回トニー賞授賞式において、オープニングでヒュー・ジャックマンが再現し、舞台裏にあるモニターにボビー・ヴァンが映った。アメリカ映画のダンス・シーンを集めた1985年のジャック・ヘイリー・ジュニア監督の映画『ザッツ・ダンシング』においてこの曲が取り入れられた。